# Streifenkammratte
Die Streifenkammratte oder Chaco-Kammratte (Ctenomys dorsalis) ist ein kaum erforschtes Nagetier aus der Familie der Kammratten (Ctenomyidae). Sie kommt in Paraguay vor.

## Merkmale
Die durchschnittliche Gesamtlänge von 17 gemessenen Exemplaren liegt bei 230 mm. Davon beträgt die durchschnittliche Schwanzlänge 64 mm. Die durchschnittliche Schädellänge beträgt 39,77 mm. Die Kopf-Rumpf-Länge des Typusexemplars beträgt 156 mm, die Schwanzlänge 46 mm und die Hinterfußlänge 30 mm. Über das Gewicht liegen keine spezifischen Daten vor. Das Fell ist weich und dünn. Der Rücken ist hell gelbbraun. Von der Nase bis zum Steiß verläuft eine schwarzmelierte Rückenlinie und am Kopf eine klar bestimmte Linie von 10 mm Breite, die am Rücken als unscharfes Band sichtbar ist. Dunkle Markierungen um die Augen und Ohren wie bei ähnlichen Kammrattenarten sind nicht vorhanden, jedoch gibt es ein deutlich umrissenes helles Kragenmuster, das sich von hinter den Wangen und dem Kinn bis hinter die Ohren erstreckt. Die Kehle, die Brust, die äußeren Bauchseiten und ein schmaler Mittelstreifen sind hell gelbbraun mit grauen Grundhaaren. Die übrigen Bauchhaare sind weiß. Die Schwanzhaare sind schwarz und weiß. Die Schneidezähne sind orange.

## Verbreitung und Lebensraum
Die Streifenkammratte ist nur von den zwei Örtlichkeiten Colonia Fernheim und Orloff bekannt, die sich im paraguayischen Gran Chaco im Departamento Boquerón und 30 km voneinander entfernt auf beiden Seiten der Stadt Filadelfia befinden. Das gesamte Gebiet wurde spätestens in den 1920er Jahren, als die ersten mennonitischen Kolonien im Westen Paraguays gegründet wurden, in landwirtschaftlich genutzte Fläche umgewandelt. Die ursprüngliche Vegetation entspricht der der Ökoregion Chaco árido, eine Landschaft, die durch ein Mosaik aus Dornwald, Strauch-Buschwerk, Baumkakteen und Gras-Savannen charakterisiert ist. Der Fundort und das Sammlungsdatum des Holotypus von Ctenomys dorsalis ist bis heute nicht hinreichend geklärt. Zum Zeitpunkt der Sammlung war der „paraguayische Chaco“ ein wesentlich kleineres Gebiet als heute. Nach dem Krieg zwischen Bolivien und Paraguay (Chacokrieg 1932–1935) wurde es erweitert. Basierend auf den von John Graham Kerr beschriebenen Routen stellten Julio Rafael Contreras und Virgilio Germán Roig die Vermutung auf, dass der Holotypus im Departamento Presidente Hayes gesammelt wurde. Sollten sich ihre Zweifel bewahrheiten, dass Oldfield Thomas das Sammlungsdatum 7. Mai 1900 inkorrekt angegeben hat, gibt es mindestens zwei Örtlichkeiten im Chaco, die von Kerr am 7. Mai besucht wurden, eine im Jahre 1890 und eine weitere im Jahre 1897. Während des Jahres 1890 reiste Kerr zwischen Las Juntas und Fortín Page, nahe der heutigen Grenze zu Argentinien. Im Jahr 1897 arbeitete Kerr an der Misión Inglesa in Waikhtlatingmalyalwa. Diese beiden Orte liegen 325 km südöstlich bzw. 200 km südöstlich der beschriebenen Gegenden. In dieser zweiten Örtlichkeit sammelte Kerr am 10. Mai 1897 den Holotypus von Akodon lenguarum (heute Necromys lenguarum), dessen terra typica von Thomas mit „Waikthlatingmayalwa, Nordchaco von Paraguay“ angegeben wird. Eine andere plausible Annahme stammt von Contreras und Roig, basierend auf dem lokalen Trivialnamen Sumkum, mit dem die indigenen Gruppen das von Kerr gesammelte Tier bezeichnet hatten. Diese Autoren stellten fest, dass ein  sorgfältiges Studium des Vokabulars der verschiedenen Stämme, die im Chaco beheimatet sind, hilfreich ist, die Herkunft des Typusexemplars aufzuklären. Zufälligerweise wurde das Wort Soomcon in das Vokabular der Enlhet aufgenommen, einer indigener Gruppe aus dem Zentral-Chaco, die um die Misión Inglesa heimisch war. Nach Ansicht von Contreras und Roig gibt es mehrere Beweislinien, die nahelegen, dass es durchaus möglich ist, dass Kerr den Holotypus von C. dorsalis bei oder in der Nähe von Waikhtlatingmalyalwa gesammelt hatte, wo dieser Forscher den größten Teil des Monats Mai 1897 verbrachte.

## Lebensweise
Die Lebensweise dieser Art ist nicht dokumentiert. Die Streifenkammratte spielt jedoch eine große Rolle bei der Aufrechterhaltung der ökologischen Prozesse im trockenen Chaco. Durch das Graben von unterirdischen Gängen wird Laub begraben, wodurch ausreichend Feuchtigkeit eingebracht wird, um das Laubstreu zu zersetzen.

## Gefährdung und Schutz
Die Art war lange nur vom Holotypus, einem Weibchen bekannt, der sich im Natural History Museum in London befindet. 2018 wurden 17 weitere Exemplare untersucht, die im Juli 1945 von Pedro Willim im Departamento Boquerón gesammelt wurden und im Field Museum of Natural History in Chicago aufbewahrt werden. Die Merkmalsangaben entsprechen denen, die Oldfield Thomas in seiner Erstbeschreibung gemacht hatte. Die IUCN klassifiziert die Art in die Kategorie „unzureichende Datenlage“ (data deficient). Berücksichtigt man jedoch die verschiedenen regionalen Veränderungen durch menschliche Aktivitäten wie Landwirtschaft und Viehhaltung sowie das eingeschränkte Verbreitungsgebiet der Streifenkammratte, ist es möglich, dass dieses Nagetier als gefährdete Art klassifiziert werden könnte. Feldarbeit im paraguayischen Chaco ist dringend notwendig, um den Erhaltungsstatus der Streifenkammratte zu beurteilen.